# 마르코 틸리오
마르코 틸리오(영어: Marco Tilio, 2001년 8월 23일 ~ )는 오스트레일리아의 축구 선수이다. 포지션은 공격수이며, 현재 A리그 멘의 멜버른 시티에서 뛰고 있다.